# محافظة وريونغ
محافظة وريونغ ((هانغل: 의령군): وريونغ غون) هي محافظة تقع في مقاطعة غيونغسانغ الجنوبية، كوريا الجنوبية. وبلغ عدد سكانها 29،417 نسمة، عام 2013.

## أعلام
- إي بيونغ تشول
- لي ميونغ هي
- لي كون هي

## وصلات خارجية
- الموقع الإلكتروني لحكومة المحافظة